# Атяшев, Пётр Иванович
Пётр Иванович Атяшев (17 февраля 1918, село Пикшень, Нижегородская губерния — 12 июня 1984, Москва) — советский шахматист, мастер спорта СССР (1981) по результатам заочных соревнований. Инженер-полковник. Чемпион СССР по переписке (1952—1955). В составе команды СССР победитель 3-й заочной олимпиады.

## Семья
Брат-близнец — Борис Иванович Атяшев (17 февраля 1918, село Пикшень — 4 июня 2012, Тюмень), металлург, ветеран тыла, работник Тюменского станкостроительного завода.

## Награды
- орден Красной Звезды (18.08.1944[1])
- другие награды